# Olaf III di Norvegia
Olaf III Haraldsson detto il Pacifico (in norvegese Olaf Haraldsson Kyrre; Norvegia, 1050 circa – Ranrike, 22 settembre 1093) è stato re di Norvegia dal 1067 fino alla sua morte nel 1093.
Presente in Inghilterra durante la battaglia di Stamford Bridge del 1066 che vide la sconfitta dei norvegesi e la morte di suo padre, il re Harald III, al ritorno in patria diventò re al fianco del fratello Magnus, ma dal 1069, con la morte di quest'ultimo, rimase l'unico re di Norvegia. Il regno fu caratterizzato da un periodo di pace, di accordi con la chiesa e con le potenze limitrofe, come la Danimarca e dal rafforzamento della monarchia. A Olaf è tradizionalmente attribuita la fondazione della città di Bergen nel 1070 circa. Quasi due secoli dopo, nel 1225, Snorri Sturluson scrisse la saga di Olaf il Pacifico (Olav Kyrres saga) nella sua Heimskringla.

## Biografia

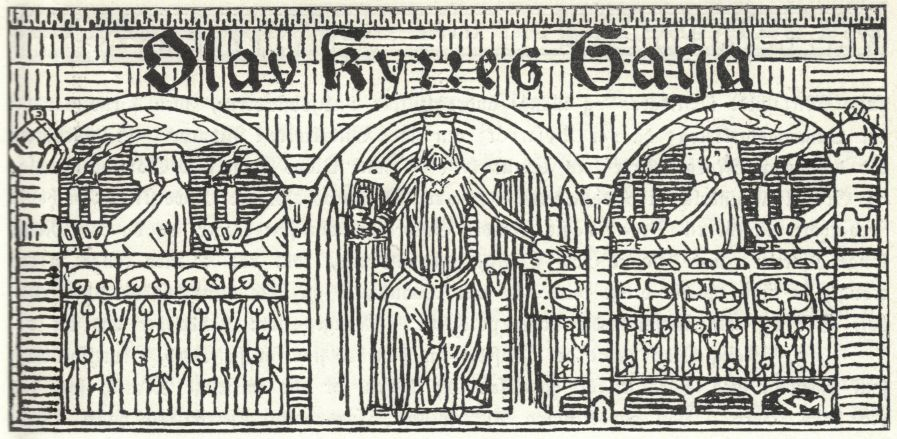
Frontespizio della saga di Olaf il Pacifico nell'Heimskringla

Figlio del re di Norvegia Harald Hardråde (detto il Sanguinario) e di Tora Torbergsdatter, Olaf si unì al padre nell'invasione dell'Inghilterra del 1066. Tuttavia, aveva solo sedici anni durante la battaglia di Stamford Bridge sel settembre 1066, per cui rimase in una nave e non partecipò al combattimento. Dopo la fine della battaglia, che si concluse con la sconfitta norvegese e la morte del padre, salpò con le truppe sopravvissute per tornare alle isole Orcadi dove si rifugiarono per l'inverno. Il viaggio di ritorno in Norvegia avvenne nell'estate 1067. Al ritorno della spedizione in Inghilterra, Olaf condivise il regno con suo fratello Magnus II che era diventato re l'anno precedente quando fu lanciata la campagna d'invasione. Quando re Magnus morì nel 1069, Olaf diventò il solo regnante della Norvegia.
Durante il regno di Olaf, la nazione norvegese ebbe un raro periodo di pace prolungata. Rinunciò a portare avanti politiche offensive, proteggendo invece la sovranità della Norvegia tramite accordi e matrimoni pianificati. Internamente, enfatizzò l'organizzazione della chiesa, e la modernizzazione del regno. Quest'ultima, tra le altre cose, portò alla riorganizzazione della guardia del corpo e delle misure per le quali città importanti, su tutte Bergen, potevano servire come residenza reale. Secondo la raccolta di saghe Heimskringla di Snorri Sturluson, si dice che Olaf sia stato il fondatore della città di Bergen (Bjørgvin).
La morte di Harald Hardråde e la grave sconfitta subita dai norvegesi nel 1066 indussero il re danese Svend Estridsen a preparare un attacco alla Norvegia. Re Svend non si sentiva più vincolato dall'accordo di tregua firmato con Hardråde nel 1064, poiché sarebbe stato valido solo per i due re durante la loro vita. Tuttavia Olaf trattò la pace con re Svend e ne sposò la figlia, Ingerid. In seguito, la sorellastra di Olaf, Ingegerd, sposò il figlio di re Svend, Olaf I di Danimarca. Nonostante alcuni attacchi all'Inghilterra da parte delle forze danesi, la pace tra Danimarca e Norvegia continuò. Olaf fece pace anche con Guglielmo il Conquistatore d'Inghilterra.
Re Olaf interruppe la linea paterna nel rapporto con la chiesa: mentre Harald Hardråde aveva sviluppato un conflitto duraturo con l'arcivescovado di Brema, per via della sua autorità sulla chiesa norvegese, Olaf accettò pienamente la sua autorità. Questo atteggiamento conciliatorio, così come il riguardo per l'organizzazione della chiesa, potrebbe dovuto a considerazioni politiche. Fino a quel tempo, i vescovi facevano parte della corte del re e viaggiavano con lui per il paese per occuparsi degli affari ecclesiastici mentre il re si occupavano di questioni temporali. La residenza fissa dei vescovi era a Oslo, Nidaros (l'attuale Trondheim) e Bergen. Il re Olaf, inoltre, prese l'iniziativa di costruire chiese, come la Chiesa di Cristo a Bergen e la cattedrale di Nidaros a Trondheim.
Olaf rafforzò il potere del re e istituì il sistema delle gilde. Ci sono forti indicazioni del fatto che il governo di re Olaf si occupò della scrittura di leggi a livello provinciale. Probabilmente, durante il regno di Olaf, fu cominciata la stesura del Gulatingsloven, codice di leggi norvegese.
Re Olaf morì di malattia il 22 settembre 1093 a Haukbø, nel Rånrike, allora parte della Norvegia e attualmente Håkeby, Tanum, in Svezia). Fu sepolto nella cattedrale di Nidaros. Il suo matrimonio con Ingerid non portò alcun figlio; il suo successore al trono, Magnus lo Scalzo (Magnus Berrføtt), fu riconosciuto come figlio illegittimo.

## Ascendenza
|                        |                           |                        | Genitori            |  |  | Nonni      |  |  | Bisnonni |  |
|                        |                           |                        |                     |  |  | Sigurd Syr |  |  | …        |  |
|                        |                           |                        |                     |  |  | Sigurd Syr |  |  | …        |  |
|                        |                           | …                      |                     |  |  | Sigurd Syr |  |  |          |  |
| Harald III di Norvegia |                           |                        |                     |  |  | Sigurd Syr |  |  |          |  |
|                        |                           | Åsta Gudbrandsdatter   | Erling Skjalgsson   |  |  |            |  |  |          |  |
|                        |                           | Åsta Gudbrandsdatter   | Erling Skjalgsson   |  |  |            |  |  |          |  |
|                        |                           | Åsta Gudbrandsdatter   | Astrid Eiriksdatter |  |  |            |  |  |          |  |
| Olaf III di Norvegia   |                           | Åsta Gudbrandsdatter   |                     |  |  |            |  |  |          |  |
|                        | Torberg Arnesson di Giske | …                      |                     |  |  |            |  |  |          |  |
|                        | Torberg Arnesson di Giske | …                      |                     |  |  |            |  |  |          |  |
|                        | Torberg Arnesson di Giske | …                      |                     |  |  |            |  |  |          |  |
| Tora Torbergsdatter    | Torberg Arnesson di Giske |                        |                     |  |  |            |  |  |          |  |
|                        |                           | Ragnhild Erlingsdatter | …                   |  |  |            |  |  |          |  |
|                        |                           | Ragnhild Erlingsdatter | …                   |  |  |            |  |  |          |  |
|                        |                           | Ragnhild Erlingsdatter | …                   |  |  |            |  |  |          |  |
|                        |                           | Ragnhild Erlingsdatter |                     |  |  |            |  |  |          |  |